# Halliday (miasto)
Halliday – miasto w Stanach Zjednoczonych, w stanie Dakota Północna, w hrabstwie Dunn.